# Luxor (knihkupectví)
Luxor vznikl transformací firmy VD Konsorcium 495 pod názvem Neoluxor v roce 2001. Společnost tehdy provozovala sedm knihkupectví v Praze. V srpnu 2002 firma otevřela čtyřpatrový Palác knih Neoluxor (nyní Palác knih Luxor) na Václavském náměstí v budově, postavené podle projektu Bohumíra Kozáka a Nikoly Dobroviće v letech 1925–1927.
Společnost spolupracuje s Knižním klubem vydavatelství Euromedia Group, ve většině knihkupectví je i pobočka Knižního klubu.
V knihkupectvích se taktéž pořádají autogramiády nebo besedy.

## Historie
Společnost Neoluxor založili tři společníci z knižního oboru Jiří Jirásek, Jan Kolátor a Michal Suchánek, kteří dříve pracovali v národním podniku Kniha. Původní vlastníci knižní síť v srpnu 2010 prodali slovenské společnosti Central European Books. Ta patří z poloviny slovenské síti Panta Rhei a společnosti Fortuna Libri SK. Cena transakce se odhaduje na 153 milionů korun.
Počátkem roku 2018 byl Neoluxor, s. r. o. začleněn do společnosti Knižní holding, a. s. (která byla spoluvlastněna skupinami CMI, Rockaway a InTeFi). Od roku 2021 ji plně vlastní již sama společnost Rockaway.
Síť knihkupectví Luxor má v současné době již 39 poboček ve 23 městech (k roku 2024). Pobočka v Praze na Václavském náměstí je považována za největší knihkupectví ve střední Evropě.

## Galerie

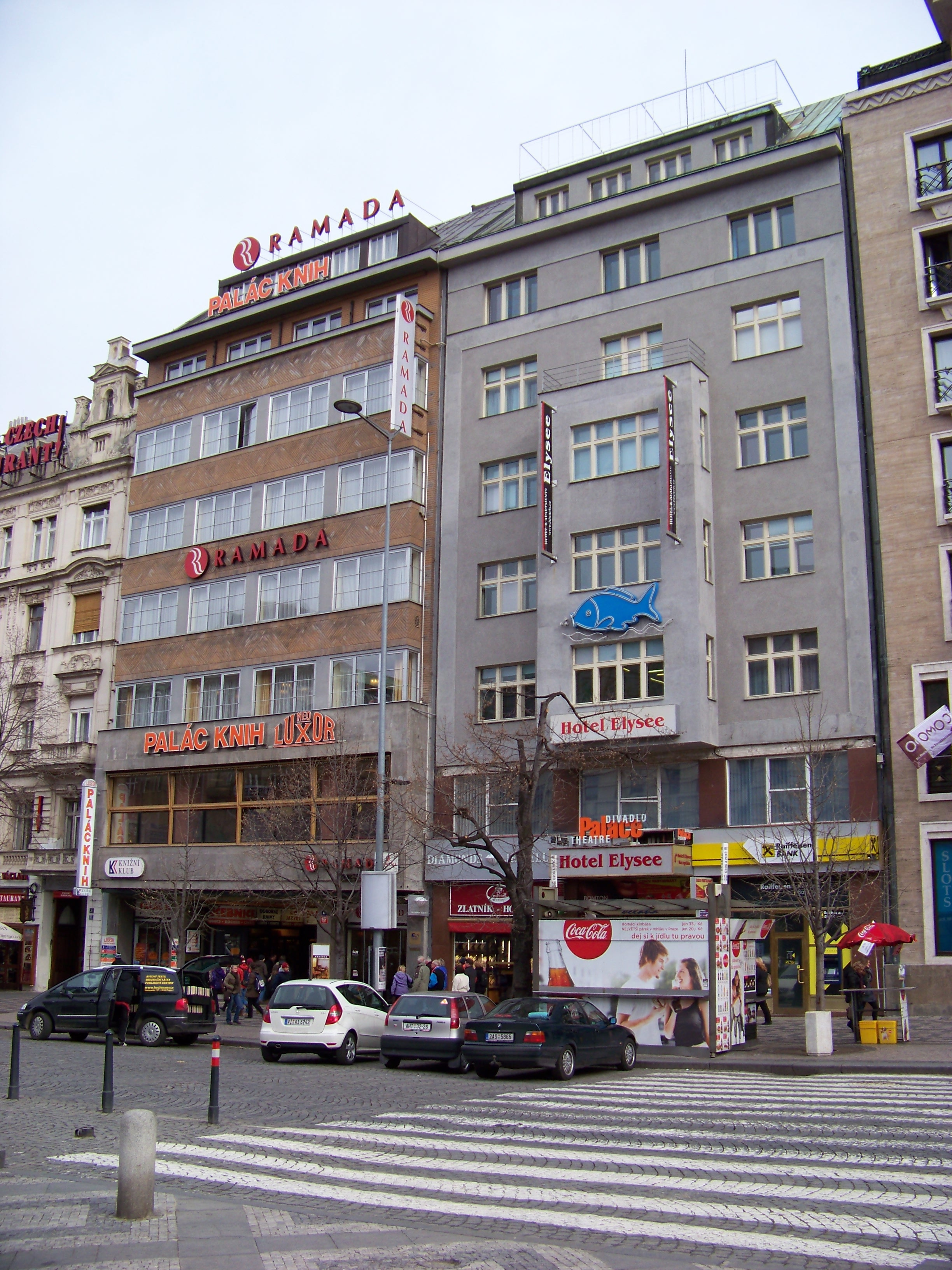
Původní Palác knih Neoluxor na Václavském náměstí v roce 2012, se starým vývěsním štítem (vlevo)
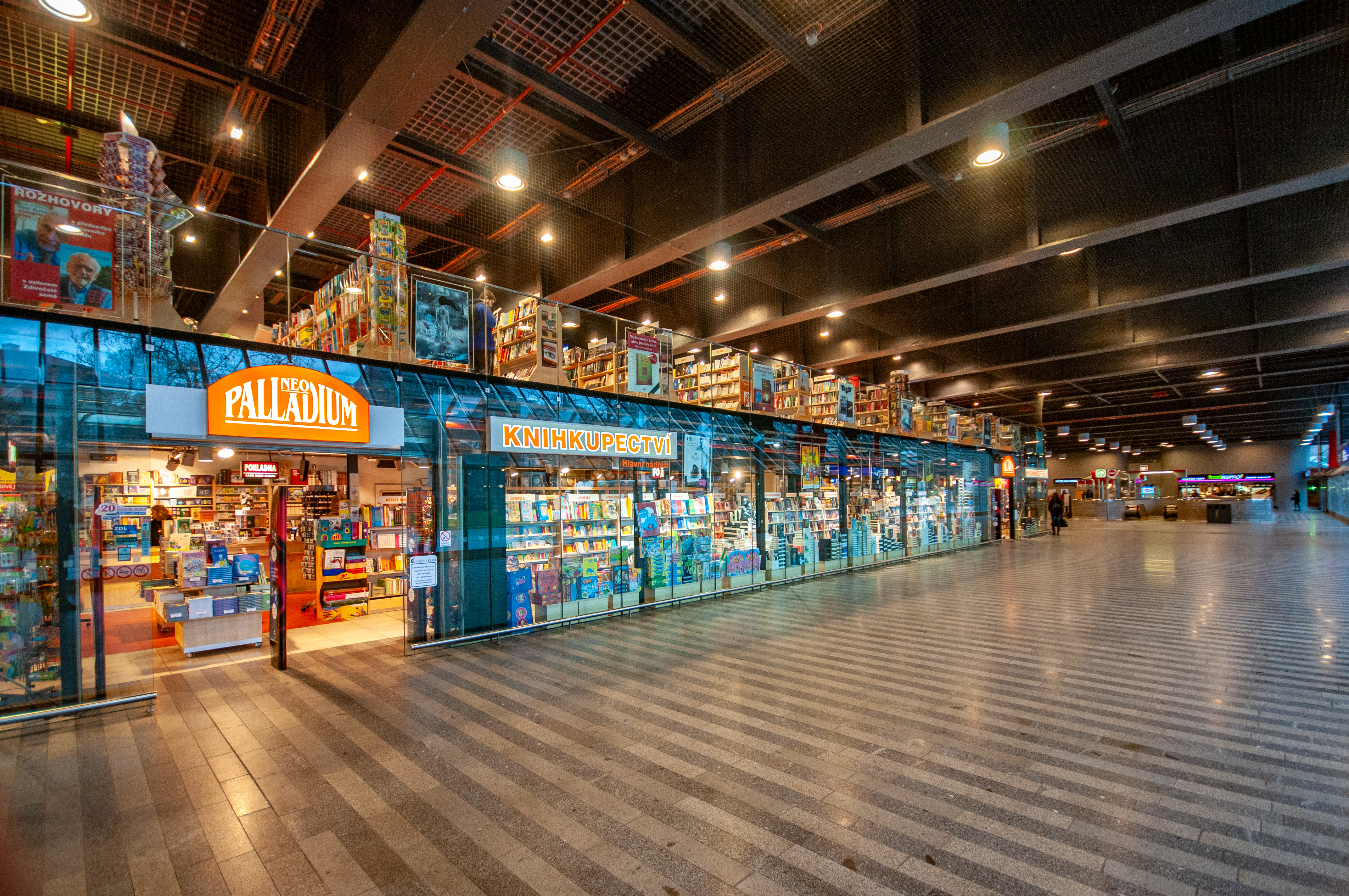
Jedno z prvních knihkupectví se nacházelo na Hlavním nádraží v Praze (2013)
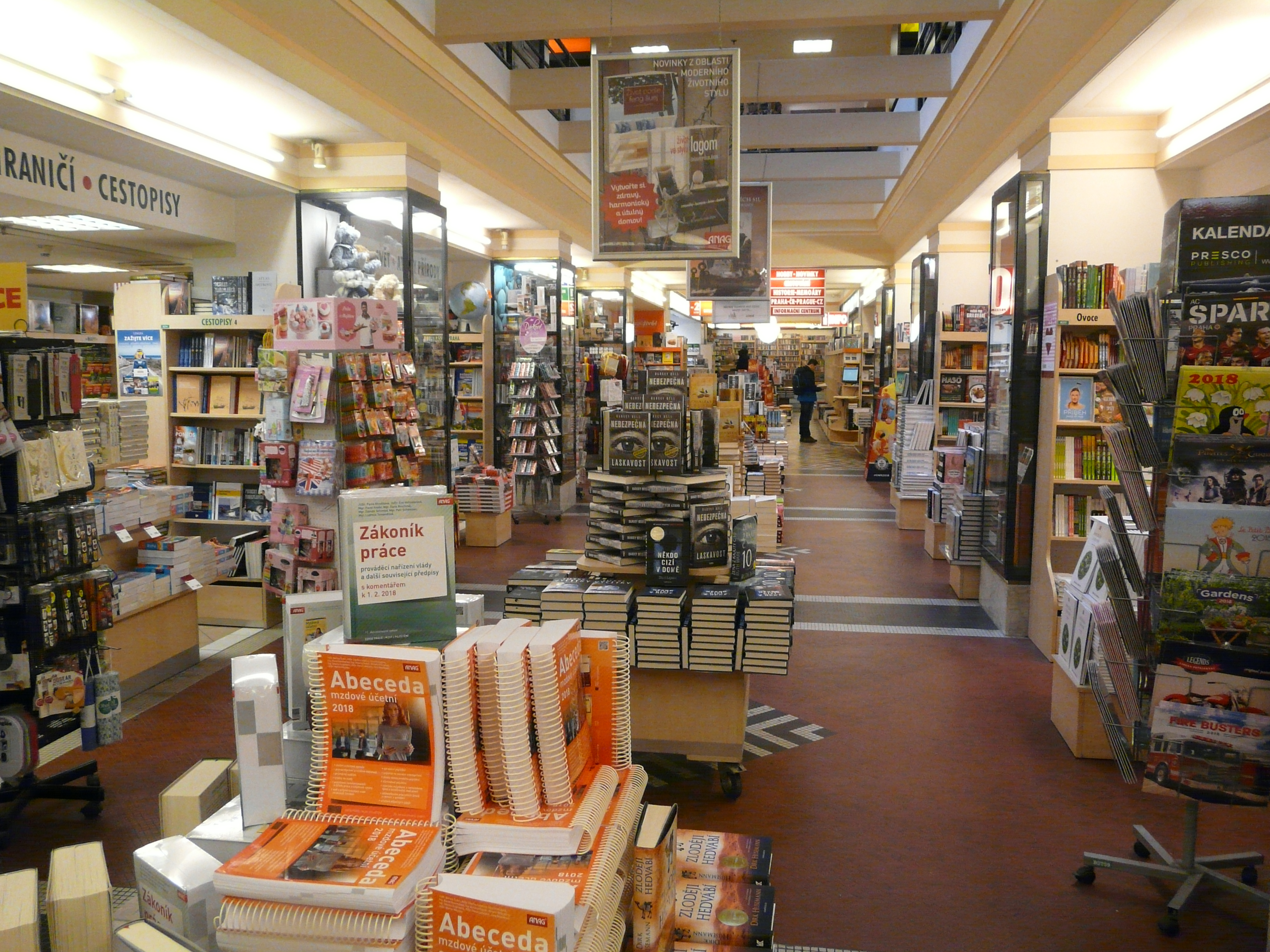
Interiér obchodu Luxor na Václavském náměstí (2018)
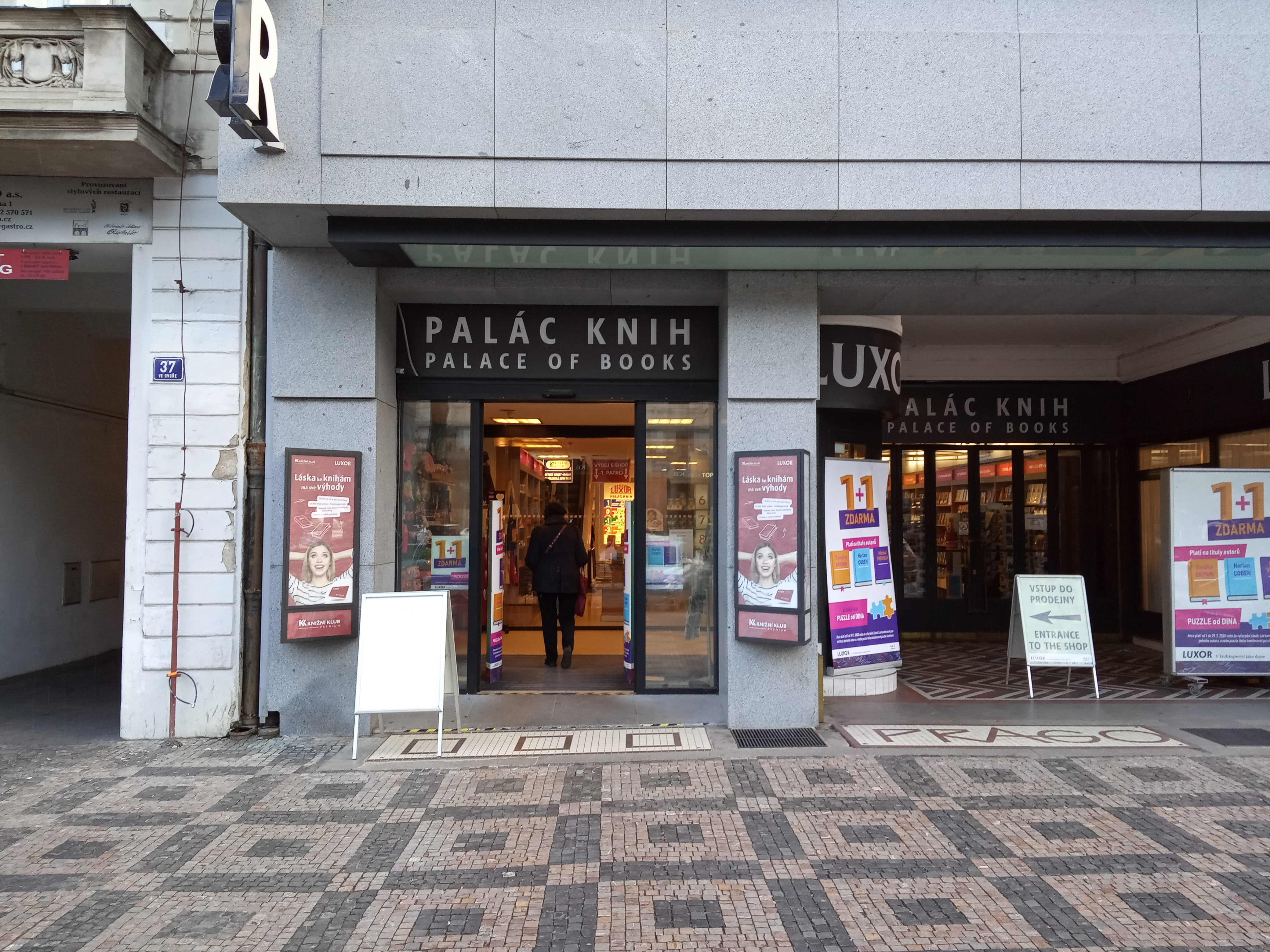
Vchod do Paláce knih na Václavském náměstí (2020)